# Anne de Clèves (1552-1632)
Pour les articles homonymes, voir Clèves (homonymie).
Anne de Clèves (1er mars 1552 à Clèves – 6 octobre 1632 à Höchstädt an der Donau), fille de Guillaume de Clèves et de Marie d'Autriche, elle succède à son frère Jean-Guillaume de Clèves et devient duchesse de Juliers et de Berg, comtesse de Ravensberg.

## Mariage et descendance
Elle épouse le 27 septembre 1574 à Neubourg, le comte palatin Philippe-Louis de Neubourg. De ce mariage sont issus :
1. Anne-Marie de Palatinat-Neubourg (18 août 1575 – 11 février 1643), qui épouse le 9 septembre 1591 Frédéric-Guillaume Ier de Saxe-Weimar ;
2. Dorothée Sabine (13 octobre 1576 – 12 décembre 1598) ;
3. Wolfgang-Guillaume de Neubourg (25 octobre 1578 – 20 mars 1653) ;
4. Otto Henri (28 octobre 1580 – 2 mars 1581) ;
5. Auguste de Palatinat-Soulzbach (2 octobre 1582 – 14 août 1632) ;
6. Amélie Hedwige (24 décembre 1584 – 15 août 1607) ;
7. Jean-Frédéric de Palatinat-Soulzbach-Hilpoltstein (23 août 1587 – 19 octobre 1644) ;
8. Sophie Barbara (3 avril 1590 – 21 décembre 1591).

## Sources
- (en) Cet article est partiellement ou en totalité issu de l’article de Wikipédia en anglais intitulé « Anna of Cleves (1552–1632) » (voir la liste des auteurs).